# Eurocódigo 9
El eurocódigo 9 es un conjunto de normas europeas que recoge las reglas y principios para el cálculo de estructuras de aluminio.